# 类 (数学)
在集合論及其數學應用中，類（英語：class）是一組集合（或其他數學物件）所構成的整體。有些類是集合（例如由所有偶數構成的類），但有些則不是（如所有集合所構成的類），不是集合的類被稱之為真類（英語：proper class）。有些公理化集合论是以類為出發點來定義集合的，如冯诺伊曼-博内斯-哥德尔集合论。
在數學裡，有許多物件對集合而言太大，而必須以類來描述，像是大的範疇和超實數的類體之類等。要證明一給定「事物」為一真類，一般的做法是證明此一「事物」至少有著如序數一般多的元素。有關此一證明的例子，請參見完全自由格。
真類不能是一個集合或者是一個類的元素，而且不受ZF集合論中的公理所限制；因此避免掉了許多樸素集合論中的悖論。反而，這些悖論成了證明某一個類是否為真類的方法之一。例如，羅素悖論可以證明由所有不包含集合自身的集合所構成的類是一個真類，而布拉利-福尔蒂悖论則可證明所有序數所構成的類是一個真類。
標準的ZF集合論公理不會論及到類；而在元語言中，類只作為邏輯公式的等價類而存在。馮諾伊曼-博內斯-哥德爾集合論則採取了另一種方式；類在此一理論中是基礎的物件，而集合則被定義為可以是其他某些類的元素的類。真類，則為不可以是其他任何類的元素的類。
在其他集合論如新基础集合论或半集合的理論中，「真類」的概念依然是有意義的（不是任一堆事物都會是集合），但對集合特質的認定並非依據其大小。例如，所有包含全集的集合論都會有個是集合的子類的真類。
「類」這一詞有時會和「集合」同義，最為人知的是「等價類」這一術語。這種用法是因為從前對類和集合不如現今一樣地區別的緣故。許多19世紀之前對「類」的討論提及的實際上是集合，又或者會是個更為模糊的概念。

## 引用
- Jech, Thomas, , Springer Monographs in Mathematics third millennium, Berlin, New York: Springer-Verlag, 2003, ISBN 978-3-540-44085-7
- Levy, A., , Berlin, New York: Springer-Verlag, 1979